# Ain El Remmaneh
Ain El Remmaneh (en arabe: عين الرمانة) est un quartier de Beyrouth au Liban.

## Situation et accès
Ce quartier chrétien est situé dans le district de Baabda du Mont-Liban,, et est une banlieue de Beyrouth et une partie du Grand Beyrouth. 
Ain El Remmaneh est géré par la municipalité de Furn Al Chebbak, qui gère également Tahwitet El Nahr.
Elle est entourée par Sin el Fil au nord, Chiyah au sud, Hazmieh à l'est et Beirut Arab University à l'ouest.
Son emplacement stratégique en a fait une zone urbaine importante, avec une signification industrielle et éducative.

## Historique
Le 13 avril 1975 le quartier a été le lieu d'un acte de violence considéré comme la cause directe du déclenchement de la guerre civile libanaise : lors de son passage, un autobus dont les passagers étaient pour la plupart palestiniens a été mitraillé par des miliciens des Phalanges chrétiennes (Kataeb),,. Pendant la guerre, la région était un bastion important des milices chrétiennes comme les Forces libanaises, Kataeb et le PNL, et a été témoin de violentes batailles avec les musulmans à travers la Ligne verte à sa frontière, ainsi que de conflits interchrétiens,.

### Le massacre du bus
Le 13 avril 1975, un bus passant par Ain Al-Remmaneh, transportant des palestiniens revenant d'un meeting, se dirigeant vers leur camp de Tel al-Zaatar, a été attaqué par des miliciens du parti Kataeb, tuant les 27 passagers (sauf le chauffeur), qui a marqué le début de la guerre civile libanaise,. L'incident s'est produit quelques heures après que 4 chrétiens ont été tués devant une église à Ain El-Remmaneh, en une tentative d'assassiner le chef des Kataeb, Pierre Gemayel,,.